# جون هيزل
جون هيزل (بالإنجليزية: John Hazel)‏ (30 نوفمبر 1952 - ) هو لاعب كرة قدم بريطاني في مركز الوسط. لعب مع نادي هيبرنيان ونادي ألوا أثليتيك.